# Şerafettin Elçi
Şerafettin Elçi (* 14. März 1938 in Cizre, Provinz Şırnak; † 25. Dezember 2012 in Diyarbakır) war ein kurdischer Abgeordneter der Großen Nationalversammlung der Türkei und Minister. Elçi stammte aus einer bäuerlichen Familie. Als nach dem Ersten Weltkrieg die Grenze zwischen Syrien und der Türkei festgelegt wurden, blieb der Besitz seiner Familie in Syrien, so dass sie verarmten.

## Werdegang
Şerafettin Elçi besuchte Grund- und Mittelschule in Cizre und machte sein Abitur in Mardin. 1955 begann er in Ankara ein Jurastudium. 1959 wurde seine Familie im Zuge des Prozesses der 49 gegen eine Gruppe von kurdischen Persönlichkeiten angeklagt. Nach seinem Referendariat in Diyarbakır wurde Şerafettin Elçi in Cizre als Anwalt tätig. Nach dem Putsch vom 12. März 1971 wurde er für acht Monate im Gefängnis Diyarbakır inhaftiert. 1977 wurde er als Abgeordneter der „Adalet Partisi“ (Gerechtigkeitspartei) für die Provinz Mardin ins Parlament gewählt.
Allerdings verließ er 1978 mit zehn anderen Abgeordneten die AP und wechselte zur Cumhuriyet Halk Partisi (Republikanische Volkspartei) Bülent Ecevits. In dessen Regierung wurde er Minister für Bau- und Stadtentwicklung. Nach dem Putsch am 12. September 1980 wurde Elçi wegen seiner Aussage, dass es in der Türkei Kurden gebe und er auch ein Kurde sei, zu 15 Jahren Haft verurteilt, schließlich wurde er nach 27-monatiger Haft wieder freigelassen. Später wurde Elçi als kurdischer Politiker aktiv und gründete am 3. Januar 1997 die „Demokratik Kitle Partisi“ (Die Demokratische Massenpartei). Diese wurde am 26. Februar 1999 vom Verfassungsgericht verboten, weil sie gegen die Unteilbarkeit von Volk und Staat verstieß. Jahre später gründete er am 19. Dezember 2006 die „Katılımcı Demokrasi Partisi“ KADEP (Teilnehmende demokratische Partei) deren Vorsitzender er ist. Elçi steht mit seiner KADEP für eine föderative Lösung der Kurdenfrage innerhalb der Grenzen der Türkei.
Şerafettin Elçi trat für die Parlamentswahlen am 12. Juni 2011 als unabhängiger Kandidat für die Provinz Diyarbakır an und gewann. Dafür musste er vorher aus der KADEP austreten. Seine Kandidatur wurde von der Emek, Demokrasi ve Özgürlük Bloku (Block der Arbeit, Demokratie und Freiheit) unterstützt. Später trat er wieder in die KADEP ein, so dass die Partei mit einem Sitz im Parlament vertreten ist.

## Tod
In einem Interview vom 6. Februar 2012 mit der türkischen Zeitung Radikal sagte Elçi, dass er seit zwei Jahren an Krebs erkrankt sei. Am 25. Dezember 2012 verstarb Elçi an den Folgen der Erkrankung. Nach einer Zeremonie vor dem Parlament am 26. Dezember wurde der Leichnam nach Diyarbakır ausgeflogen und von dort nach Cizre gebracht. An seiner Beerdigung am 27. Dezember nahmen mehrere Tausend Menschen, Politiker, seine Weggefährten, Künstler und auch Vertreter der kurdischen Parteien aus der Autonomen Region Kurdistan im Irak teil.
Elçi war mit Fatma Elçi verheiratet und Vater von sechs Kindern. Einer seiner Schwiegersöhne ist der ehemalige Fußballnationaltrainer Mustafa Denizli.
Der 2013 eröffnete Flughafen von Sirnak ist nach Şerafettin Elçi benannt.